# مایکل آوی-یونا
دکتر مایکل آوی-یونا (Michael Avi-Yonah، تلفظ عبری: میخائیل آوی-یونا، به عبری: מיכאל אבי-יונה) (متولد ۲۶ سپتامبر ۱۹۰۴ – درگذشته ۲۶ مارس ۱۹۷۴) باستان‌شناس و مورخ اسرائیلی، استاد باستان‌شناسی در دانشگاه عبری اورشلیم، و دبیر گروه آثار باستانی اسرائیل بود.

## زندگی‌نامه
آوی-یونا در لمبرگ، اتریش-مجارستان (در حال حاضر لویو، اوکراین) به دنیا آمد، و در سال ۱۹۱۹م. در دورهٔ آلیه سوم به همراه والدینش به سرزمین اسرائیل نقل مکان کرد. او ابتدا در جیمنازیا قخاویا در اورشلیم تحصیل کرد سپس به انگلستان رفت و در دانشگاه لندن در رشتهٔ تاریخ و باستان‌شناسی تحصیل، و در بازگشت به سرزمین اسرائیل، در مدرسه باستان‌شناسی بریتانیا در اورشلیم تحصیل کرد. اولین کاوش‌های باستان‌شناسی او در تل الاجول نزدیک غزه و [[اورشلیم اوفل|اورشلیم اوفل
]] بود. پس از پایان تحصیل، به اداره آثار باستانی دولت بریتانیا در فلسطین پیوست. او به عنوان کتابدار و بایگان کار می‌کرد. پس از استقلال دولت اسراییل، وی به سمت دبیری وزارت آثار باستانی منصوب شد.
در سال ۱۹۴۹م. او کاوش‌هایی در گیوات قام، اورشلیم، و در زمان احداث مرکز کنوانسیون بین‌المللی انجام داد، و برای اولین بار کارخانهٔ آجرسازی لژیون تنگۀ دهم را کشف کرد. او در بررسی‌های باستان‌شناسی اولیه، پیش از کاوش‌های ماسادا، شرکت کرد؛ علاوه بر این کاوش محدودی در شمال قیصریه ماریتیما انجام داد، و یک کنیسه باستانی را در این محل کشف کرد.
او در سال ۱۹۵۵م. برندهٔ جایزۀ بیالیک برای نگارش کتاب سرزمین باستانی ما شد.
او در سال ۱۹۷۴م. در اورشلیم درگذشت.

## کتابشناسی برگزیده
- دایرةالمعارف کاوش‌های باستان‌شناسی در سرزمین مقدس
- اورشلیم مقدس
- هنر موزاییک (نوشته شده توسط ریچارد ال. کریر)
- سرزمین مقدس
- طومارهای باستانی
- تاریخ اسرائیل و سرزمین مقدس
- جهان از دیدگاه کتاب مقدس. اورشلیم: شرکت انتشارات بین‌المللی Jm Ltd، ۱۹۵۹.
- اطلس کتاب مقدس مک میلان با یوحنان آهارونی (۱۹۹۳)
- درک کتاب مقدس: درک شورش مکابیان، ۱۶۷تا ۶۳ قبل از میلاد: یک اطلس مقدماتی. نویسنده مشترک: شموئل سافرایی. کارتا اورشلیم. ۲۰۱۹